# 谷敷正雄
谷敷 正雄(たにしき まさお、1933年 - 1960年）は、日本の長距離走選手。広島県御調郡宇津戸村（現・世羅町）出身。

## 人物
県立世羅高校在学時には、1950年の第1回全国高校駅伝大会で5区区間賞となり初優勝に貢献した。高校卒業後は中央大学へ進学し、1955年の箱根駅伝優勝メンバーになっている。27歳だった1960年に交通事故で死亡した。
世羅町では中学生ロードレース大会「谷敷杯・麓杯ロードレース大会」が開催されている(麓は麓みどり)。町内の宇津戸自治センターには業績を紹介する展示スペースがある。